# Sângeru de Pădure, Mureș
Sângeru de Pădure (în maghiară Erdőszengyel) este un sat în comuna Ernei din județul Mureș, Transilvania, România.

## Istoric
Pe Harta Iosefină a Transilvaniei din 1769-1773 (Sectio 128), localitatea a apărut sub numele de „Erdõ Szengyel”. 

## Imagini

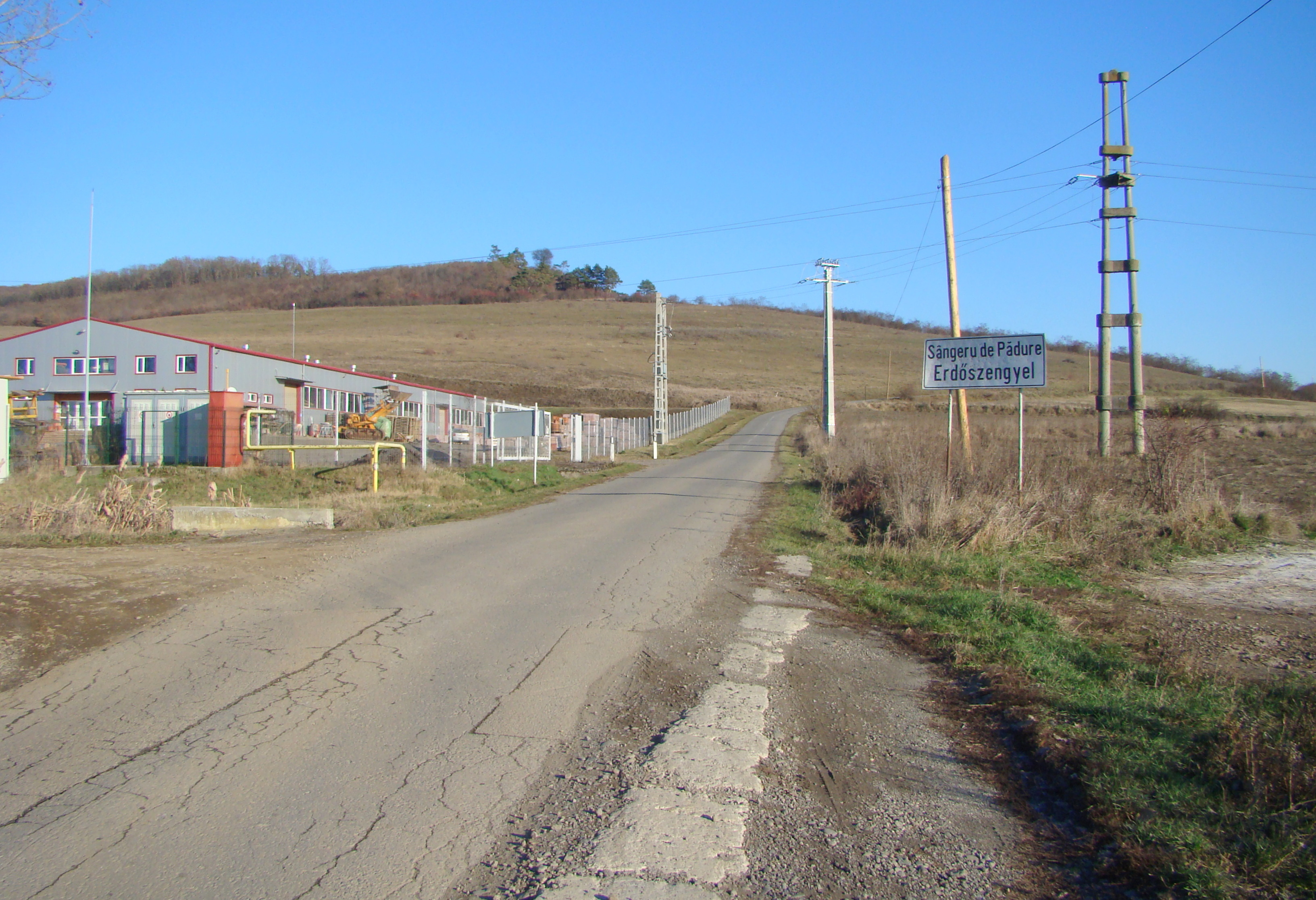
Intrarea în localitate
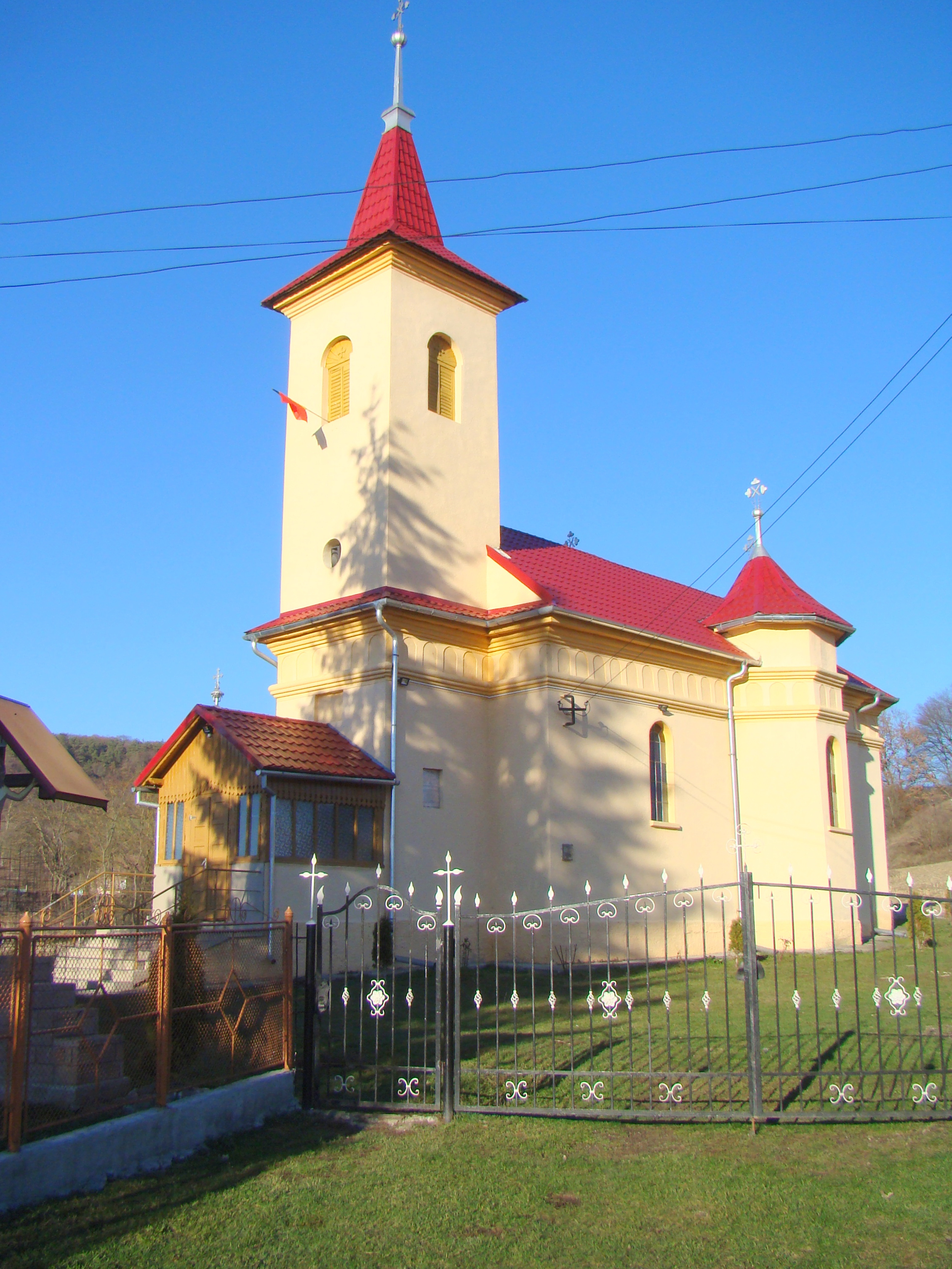
Biserica ortodoxă
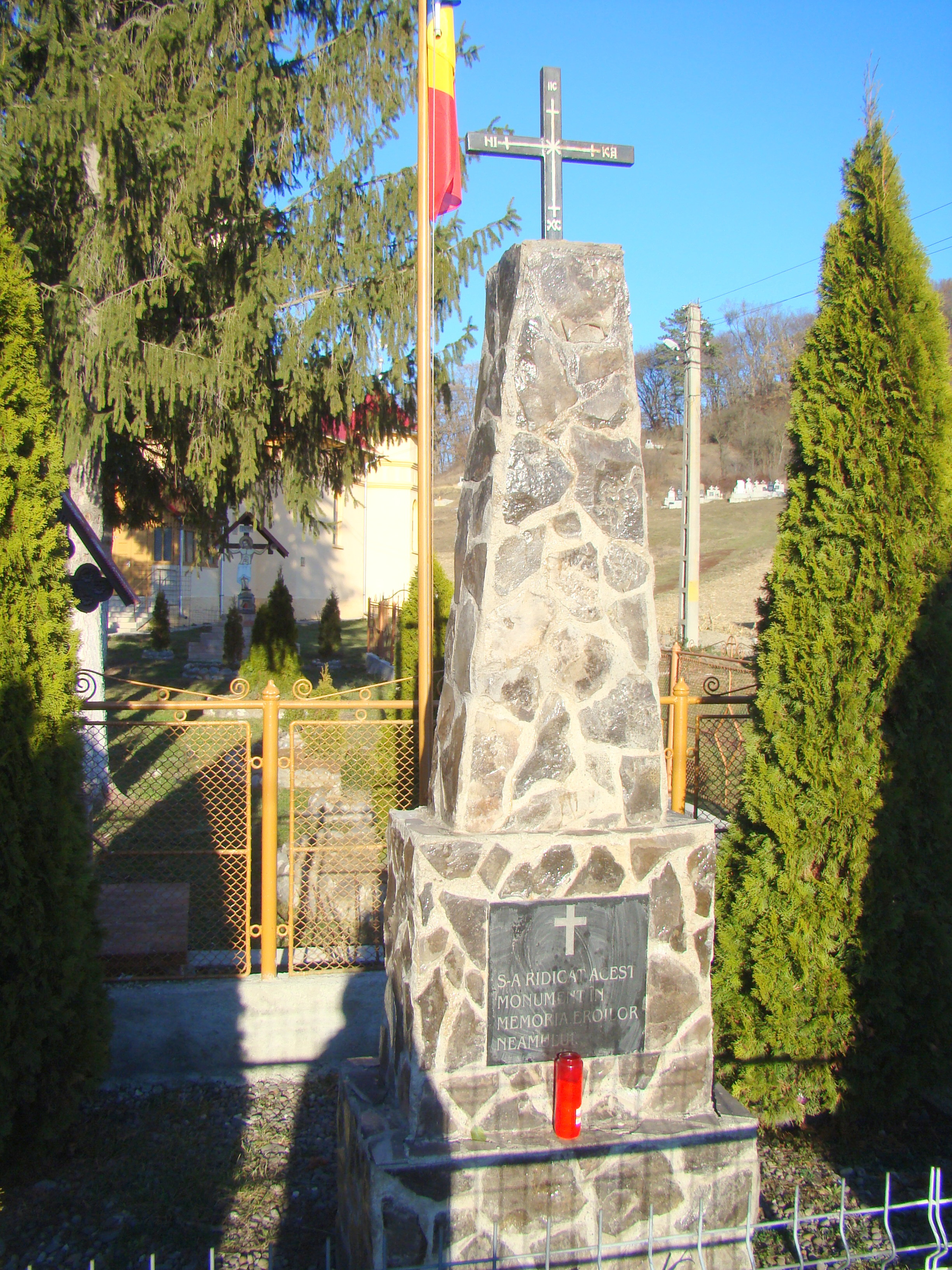
Monumentul eroilor
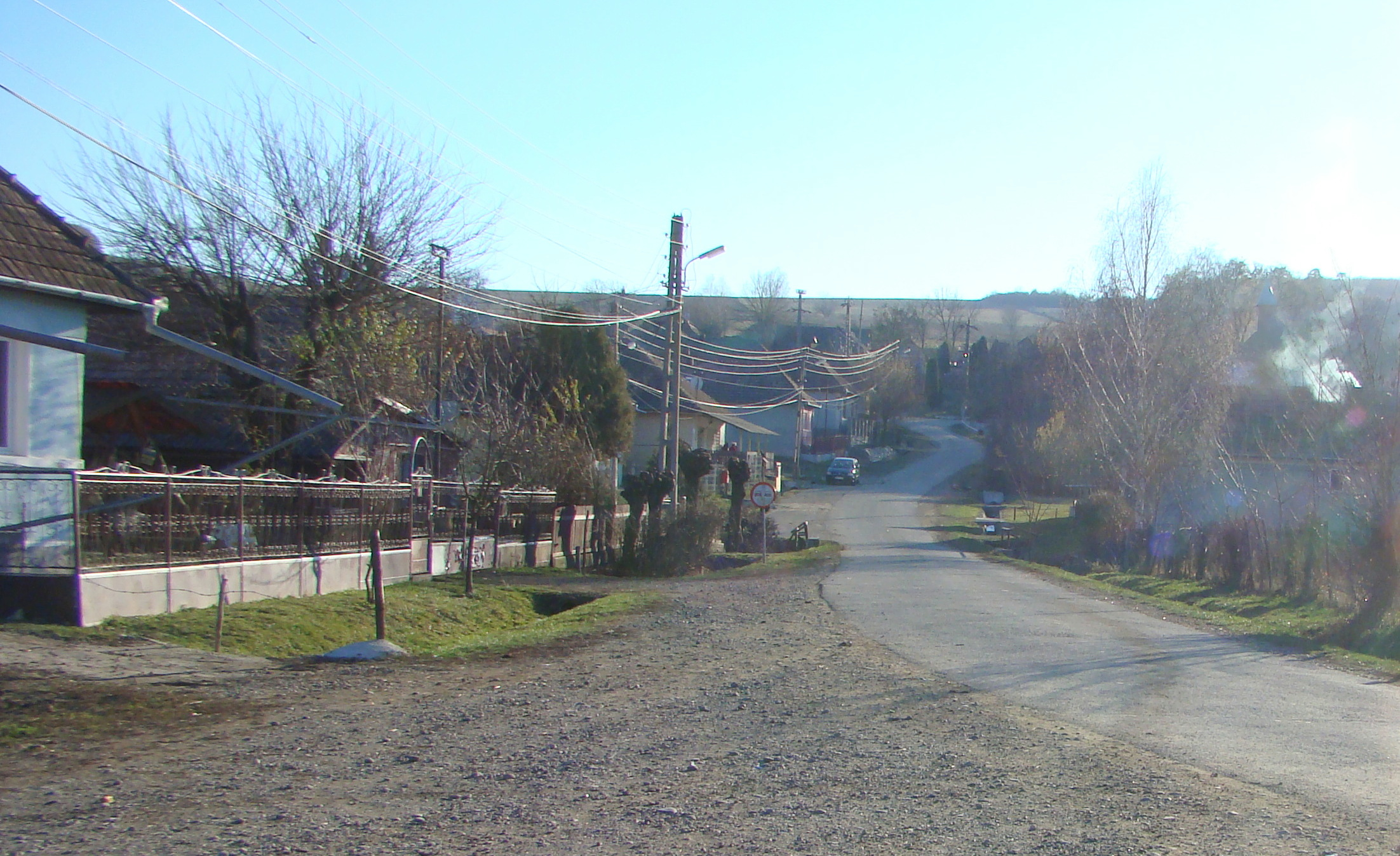
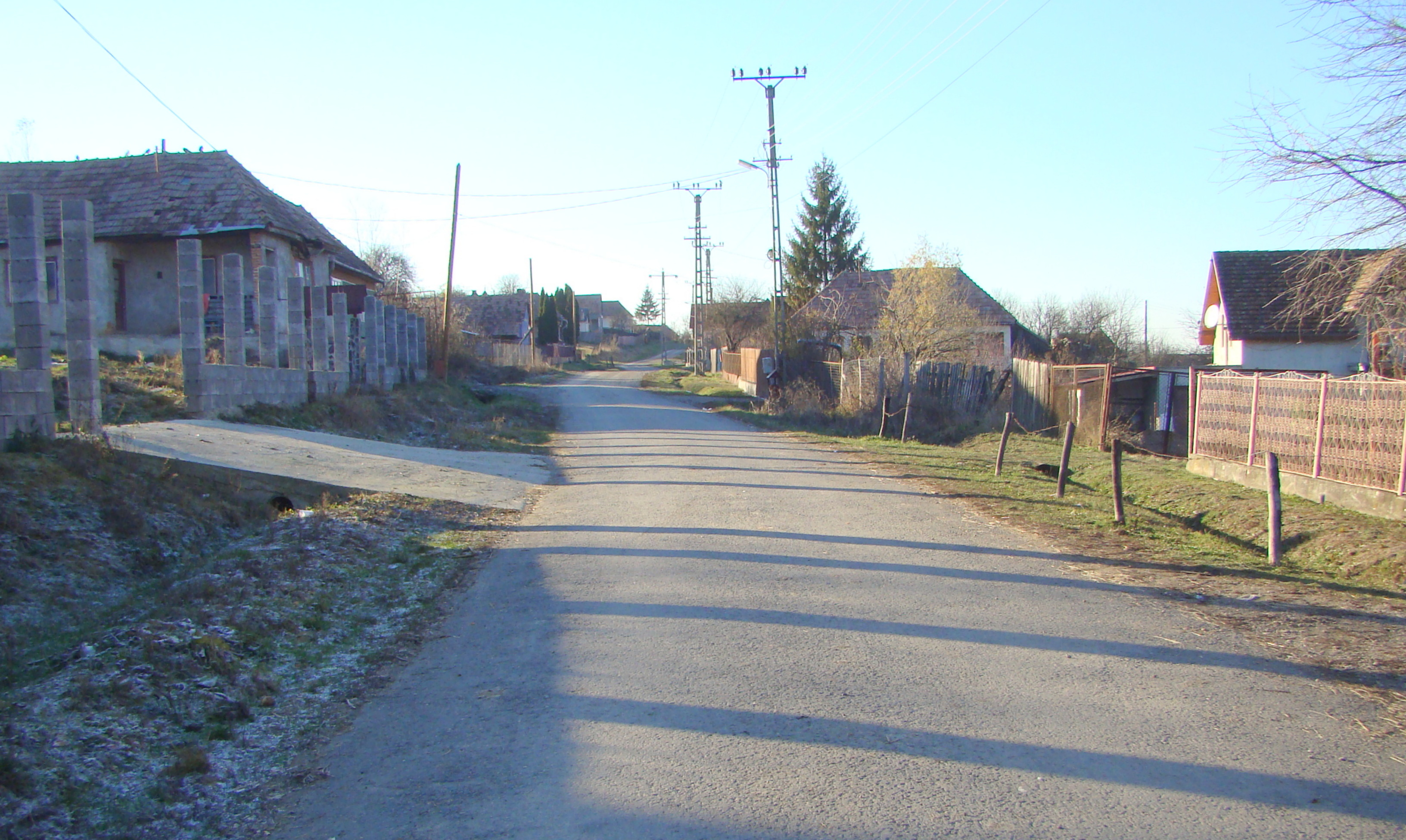
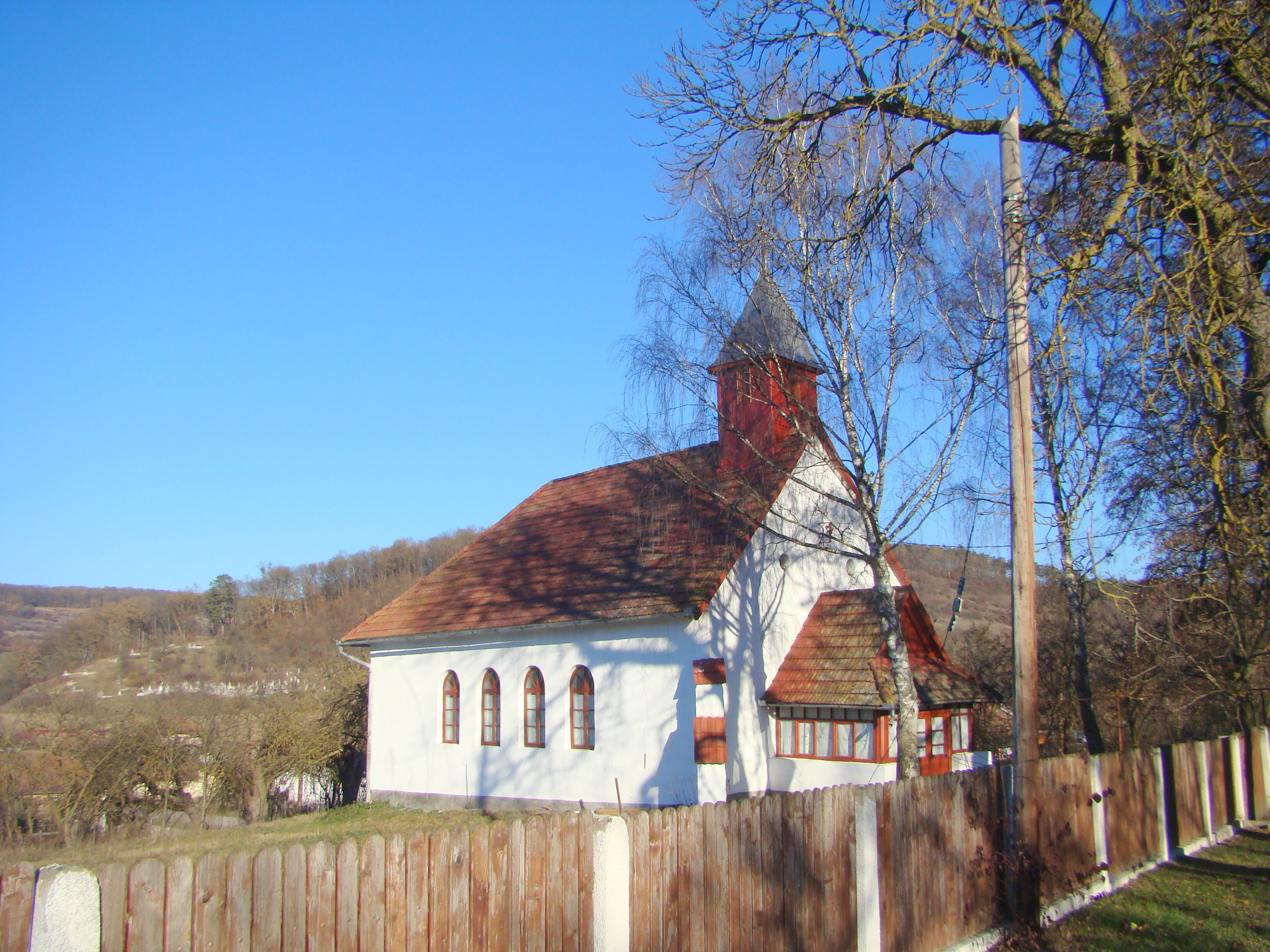
Biserica reformată
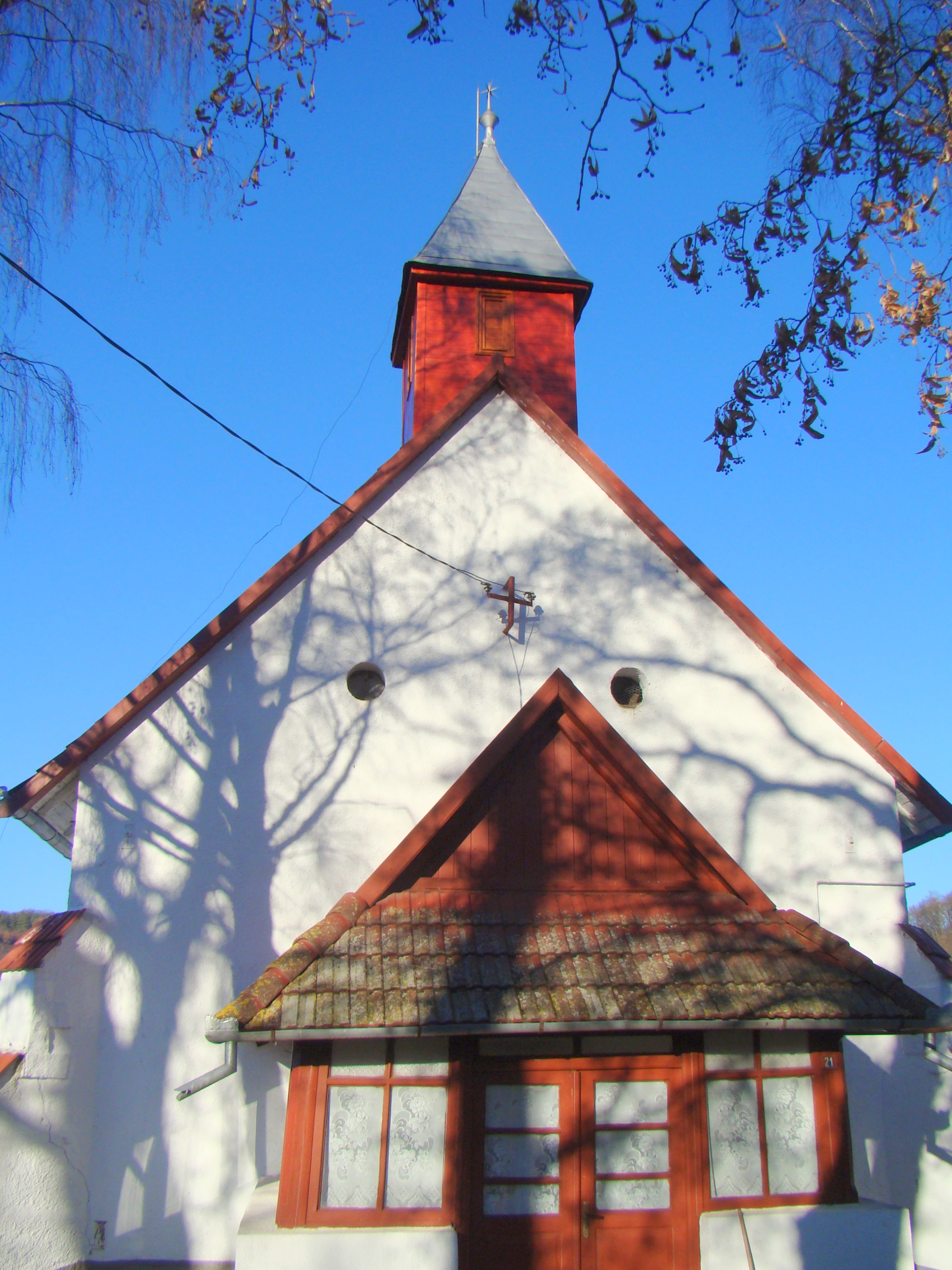
Biserica reformată
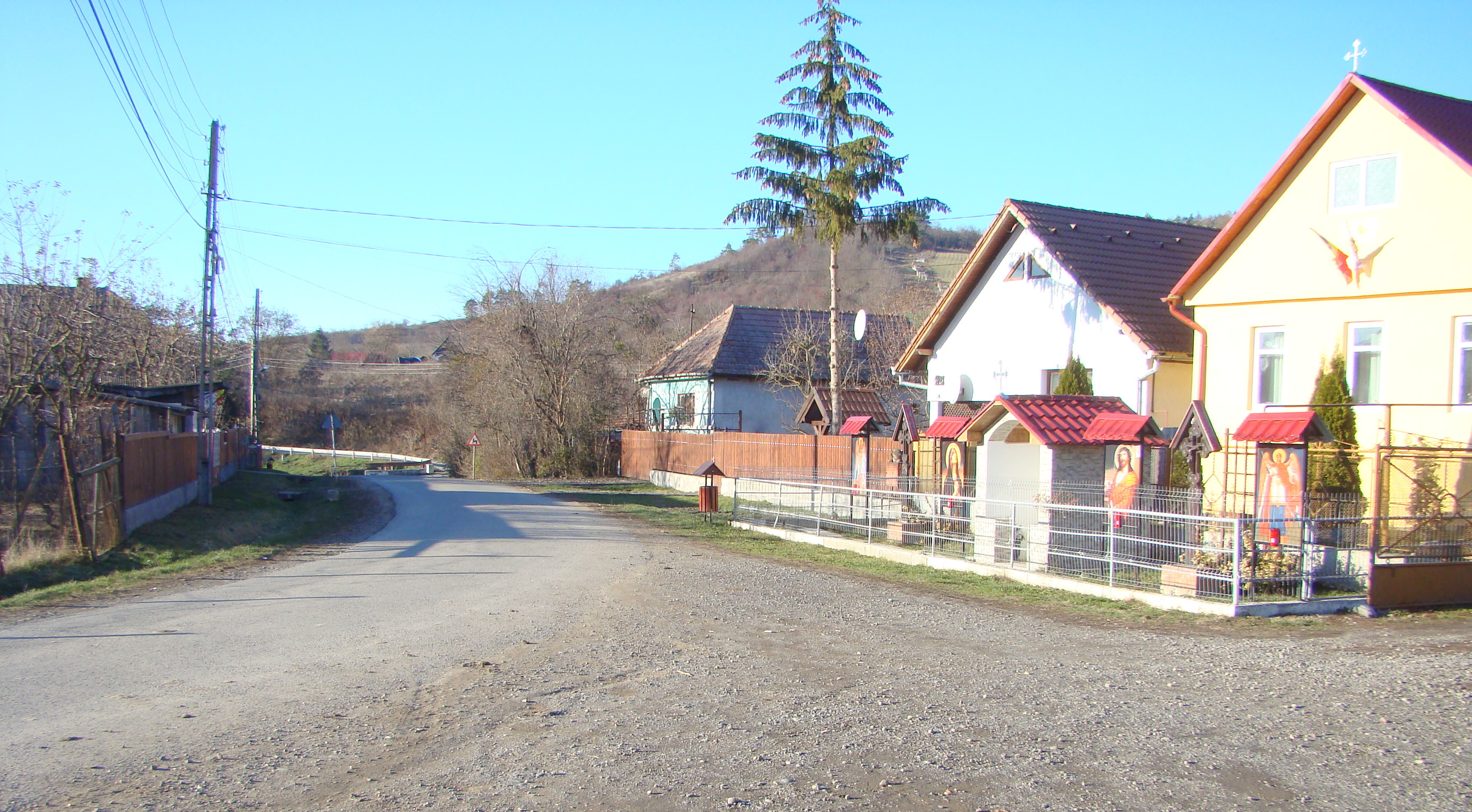